# Haus Leonhardt
Haus Leonhardt ist eines der frühesten Landhäuser der Lößnitz in spätklassizistischer Gestaltung. Es liegt in der Bennostraße 7 im Stadtteil Oberlößnitz der sächsischen Stadt Radebeul, an der Ecke zur Hoflößnitzstraße. Es ist benannt nach dem Baumeister Karl Leonhardt, der es um beziehungsweise nach 1900 bewohnte. Als Haus Leonhard stand das Gebäude bereits zu DDR-Zeiten unter Denkmalschutz.

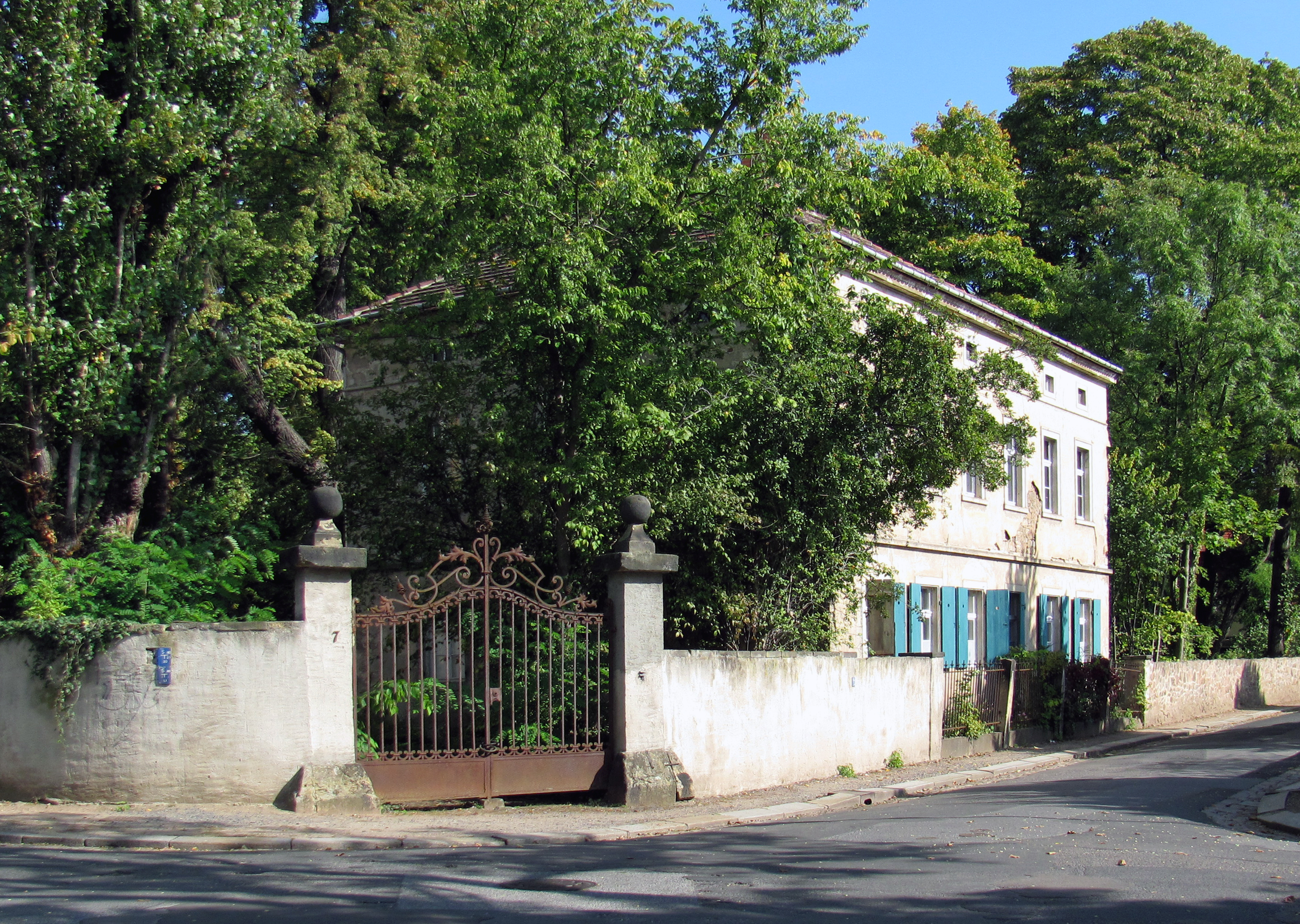
Haus Leonhardt mit Eingangspforte an der Ecke zur Hoflößnitzstraße (links)

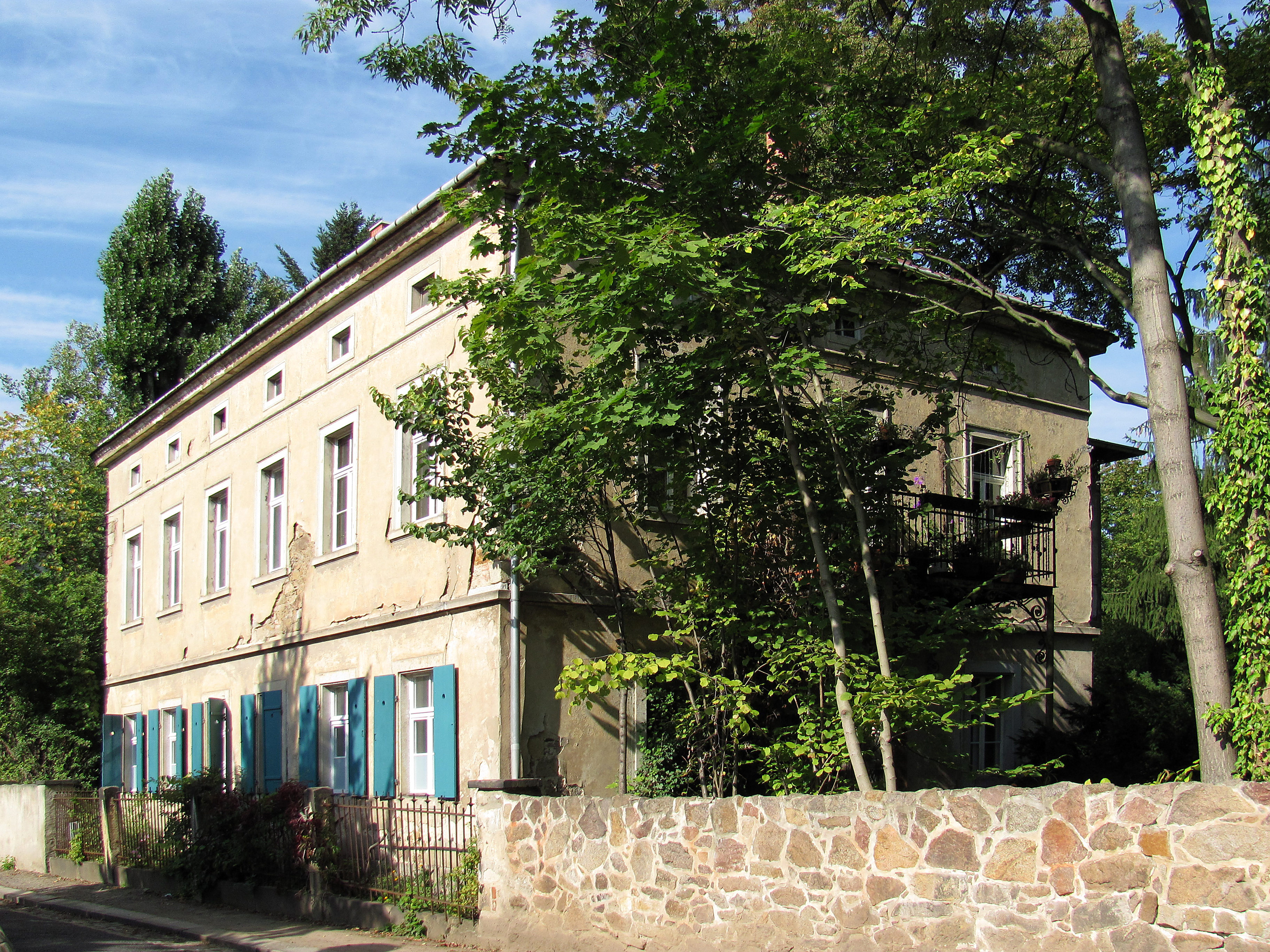
Haus Leonhardt, von der Bennostraße aus

## Beschreibung

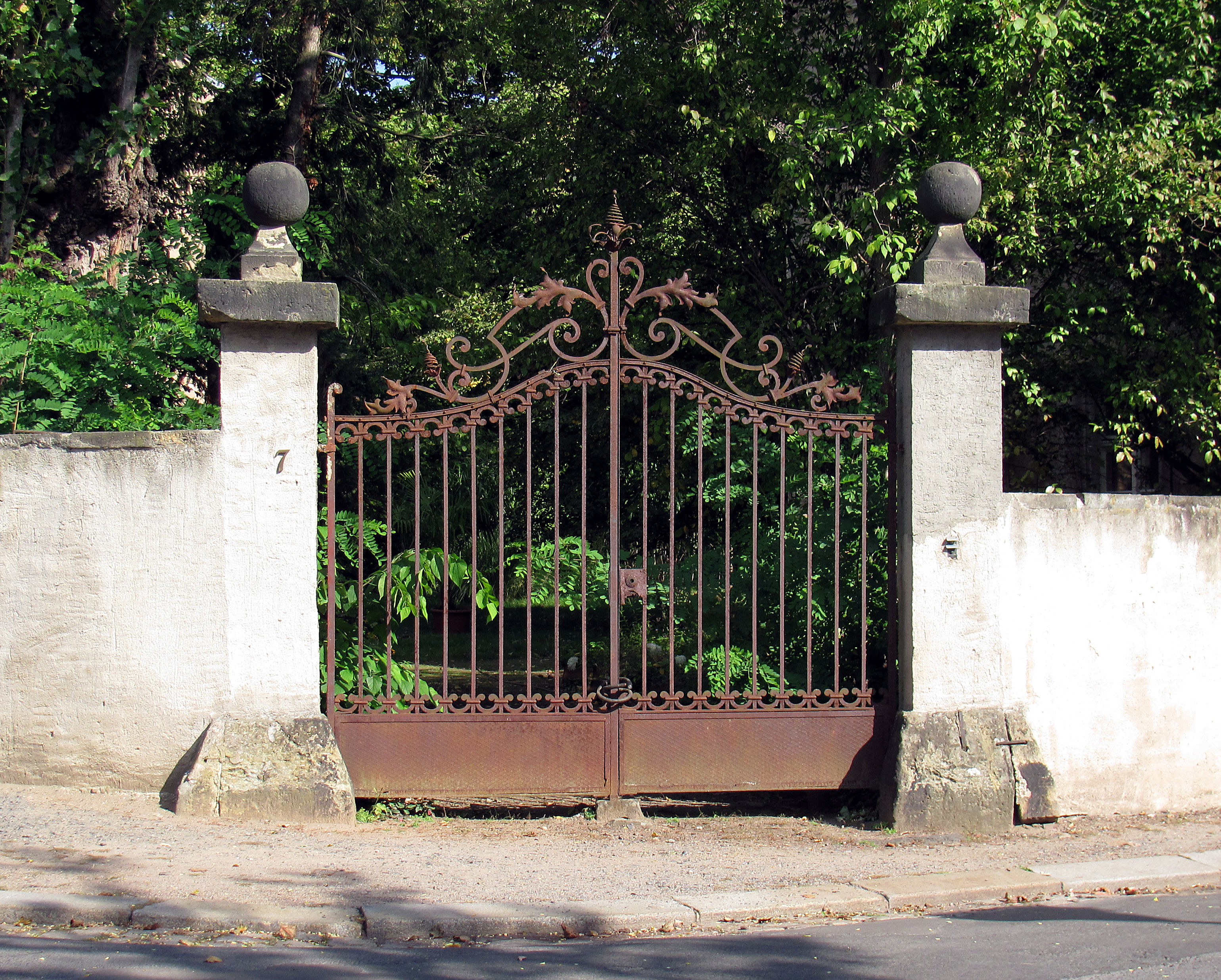
Toranlage vom Hörningplatz aus

Das zweigeschossige, mitsamt Nebengebäude, Toranlage und Garten unter Denkmalschutz stehende Landhaus liegt in einem großen Gartengrundstück mit reichem Baum- und Heckenbestand, das als denkmalpflegerische Nebenanlage gilt und innerhalb des Denkmalschutzgebiets Historische Weinberglandschaft Radebeul liegt.
Auf einem mit Sandsteinplatten verkleideten Sockel steht ein durch Gurtgesimse gegliederter, rechteckiger Putzbau mit einem Kniestock mit kleinen, querliegenden Fenstern sowie einem flachen Walmdach obenauf. Die Rechteckfenster der beiden Hauptgeschosse werden durch einfach profilierte Gewände eingefasst. An diesen befinden sich im Erdgeschoss Klappläden. In der rechten Seitenansicht befindet sich ein Balkon mit einem schmiedeeisernen Gitter.
Das ebenfalls denkmalgeschützte Nebengebäude hat auch zwei verputzte Geschosse, jedoch ein Satteldach obenauf. Der 1904 angesetzte polygonale Treppenturm hat ein Fachwerkobergeschoss und eine spitze Haube.
Die Einfriedung erfolgt hauptsächlich durch eine Bruchsteinmauer, vor dem Haupthaus findet sich jedoch auch ein Stück Eisengitterzaun. Die „schöne Toranlage im Stil des Historismus um 1900“ zur Kreuzung besteht aus zwei Sandsteinpfeilern mit Abdeckplatten und Kugelaufsätzen, dazwischen befindet sich ein zweiflügeliges, barockisierendes Schmiedeeisentor.

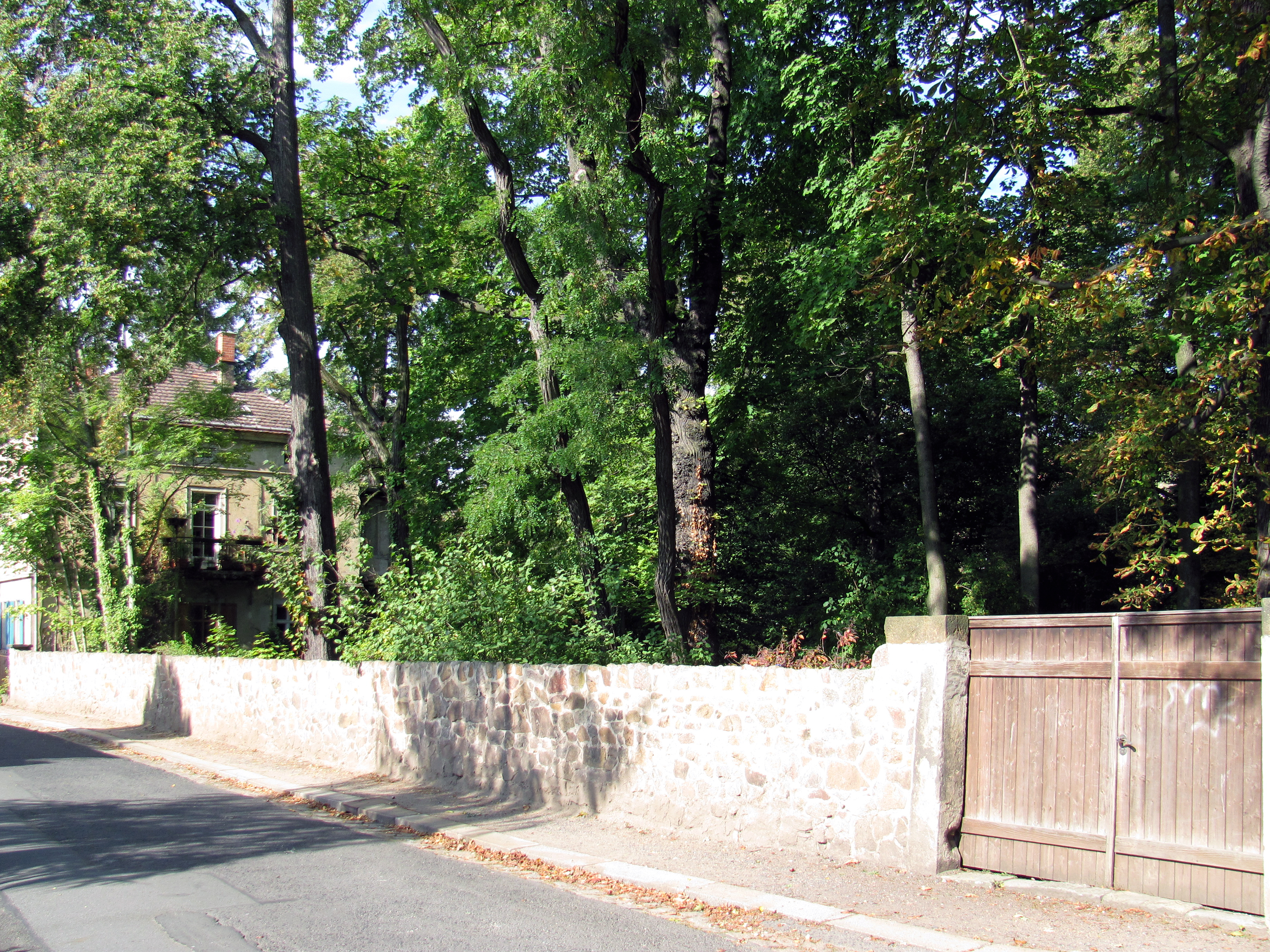
Denkmalgeschützter Garten von der Bennostraße aus
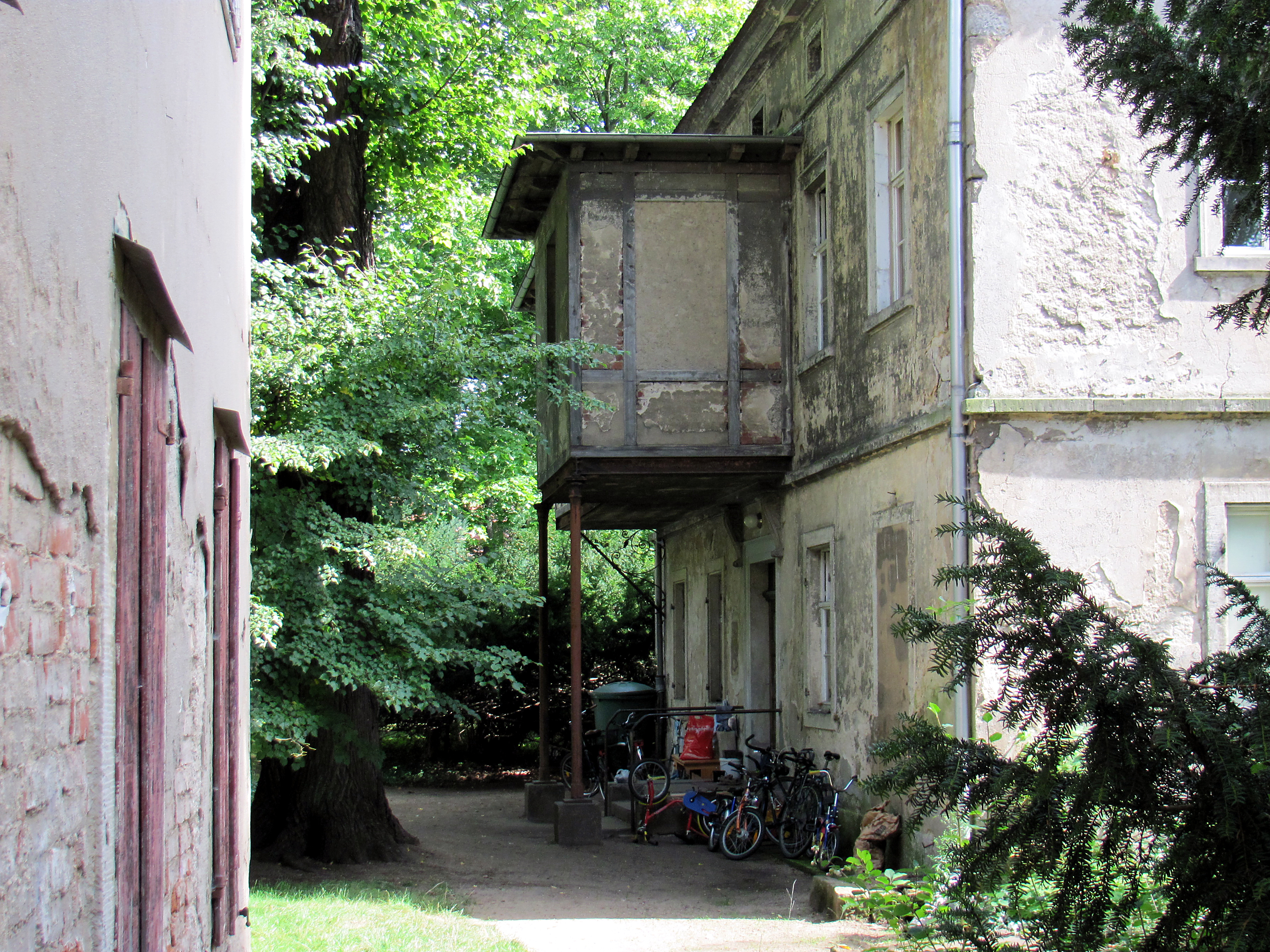
Obergeschosslaube auf der Gartenseite
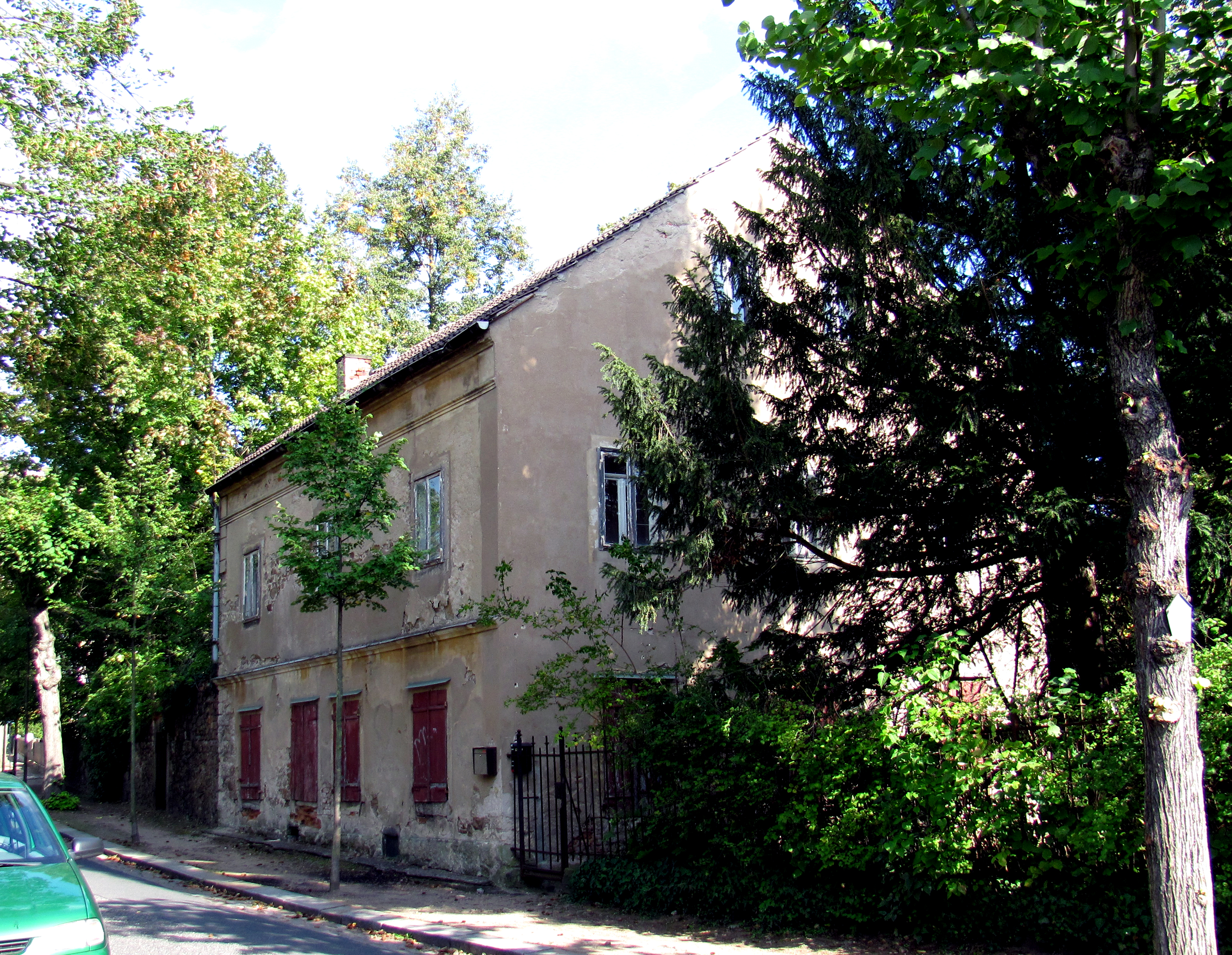
Nebengebäude an der Hoflößnitzstraße
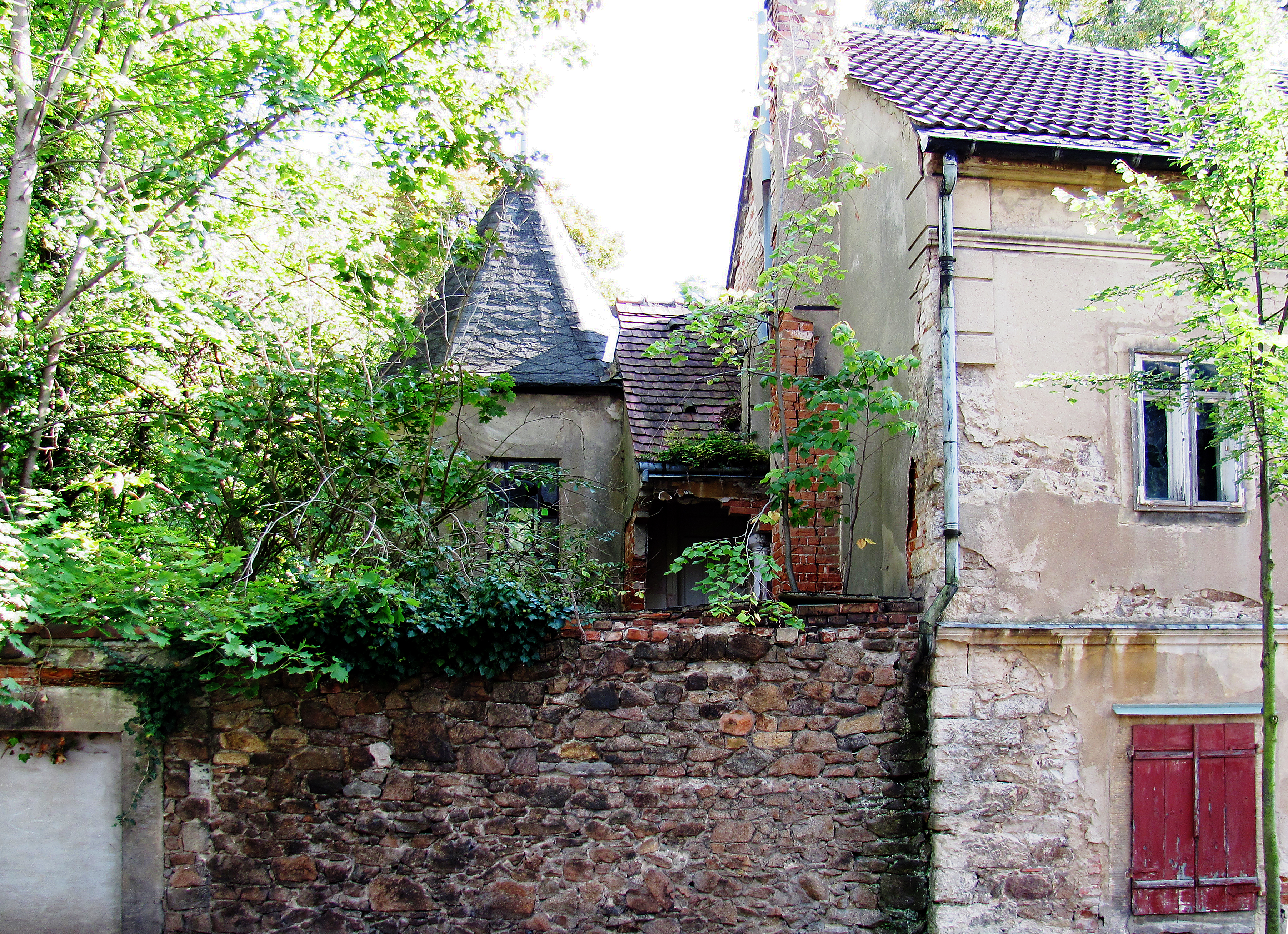
Treppenturm am Nebengebäude

## Geschichte

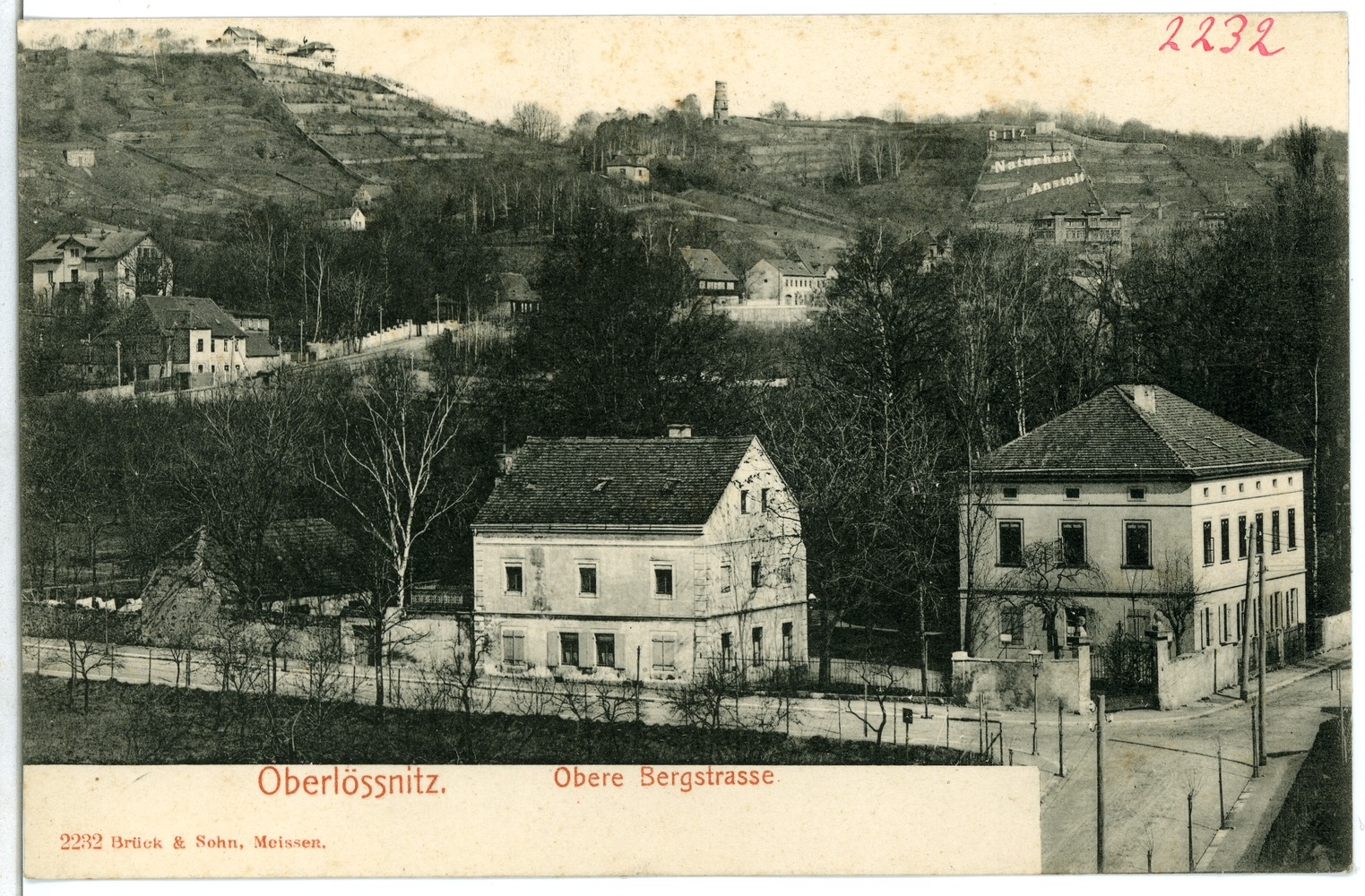
Haus Leonhardt (1901)

Das Anwesen ist ein Eckgrundstück an der Bennostraße und der Hoflößnitzstraße. Das älteste erhaltene Gebäude ist ein Nebengebäude an der Weinbergsmauer entlang der Hoflößnitzstraße, das aus den Jahren um 1800 stammt. Im Jahr 1843 entstand das spätklassizistische Haupthaus an der Bennostraße, gleichzeitig wurde das große Eingangstor an der Kreuzung errichtet.
Der spätere Eigentümer Karl Leonhardt (1870–1920), der selbst auch Architekt und Baumeister war und in Radebeul beerdigt ist, veränderte im Jahr 1904 das Haupthaus ebenso wie das Nebengebäude. So baute er auf der nördliche Gartenseite des Haupthauses einen laubenartigen Vorbau und setzte in der rechten Seitenansicht einen schmiedeeisernen Balkon an, auch wurde zur gleichen Zeit das schmiedeeiserne Gitter in das Ecktor eingesetzt. Am Nebengebäude fügte er den polygonalen Treppenturm an.
Ein weiteres kleines Wirtschaftsgebäude an der Hoflößnitzstraße stürzte 1997 ein und wurde in der Folgezeit abgetragen.